# Acceptilatio
Die Acceptilatio (acceptum ferre = quittieren) war ein Fall der Haftungslösung im Wege des Erlasses. Sie kam ins Spiel, wenn die Verbindlichkeit durch Stipulation (förmliches Versprechenlassen) begründet worden war. Es trat Formgebundenheit der Schuldbefreiung hinzu, wenn der Schuldner für seine persönliche Enthaftung eine bestimmte Form verlangte. Die Parteien bedienten sich – in einem Konträrakt zur Stipulation – der für die Vertragsbegründung vorgesehenen Form des Frage-Antwort-Modus.
Ursprünglich flankierte die Form tatsächliche Zahlungen, später wurde sie allein für Erlasszwecke verwendet, wenn der Wortlaut des Verbalkontraktes nicht erfüllt wurde. Die Befreiungswirkung entsprach der Erfüllungswirkung. Auf den Rechtsgrund, der den Gläubiger bewog, die Schuld zu erlassen (etwa Schenkung, Mitgift (dos) oder dergleichen), kam es nicht an. Geschäftsquittierungen erfolgten entweder „mündlich“ oder „förmlich durch Eintrag ins Schuldbuch“ (tabulae accepti et expensi). Ob für den Fall der Formunwirksamkeit einer acceptilatio in der klassischen Zeit in ein formloses Erlasspaktum umgedeutet wurde, ist umstritten.
Andere obligatorische Geschäfte (beispielsweise Konsensualkontrakte) waren rechtsgeschäftlich zuerst in Stipulationsschulden umzuwandeln, damit das novierte Geschäft die Wirkung einer vertraglichen Loslösung erzielen konnte.
Die acceptilatio stammt aus altziviler Zeit, soll aber nicht bereits in den Zwölftafeln verankert gewesen sein. Erste quellenwirksame Erwähnung fand die Quittierungsform in der lex Aquilia.